# هيرميس بالومينو
هيرميس بالومينو (بالإسبانية: Hermes Palomino) هو لاعب كرة قدم فنزويلي في مركز الهجوم، ولد في 4 مارس 1988 في كاراكاس في فنزويلا. شارك مع منتخب فنزويلا لكرة القدم. أما مع النوادي، فقد لعب مع ديبورتيفو لارا ونادي تشيرنو مور فارنا.

## وصلات خارجية
- هيرميس بالومينو على موقع قاعدة بيانات كرة القدم.إي يو (الإنجليزية)
- هيرميس بالومينو على موقع ناشيونال فوتبول تيمز (الإنجليزية)
- هيرميس بالومينو على موقع Soccerway.com (الإنجليزية)
- هيرميس بالومينو على موقع عالم كرة القدم.نت (الإنجليزية)